# 1876 au Canada
Pour un article plus général, voir Chronologie du Canada.
Cet article traite des événements qui se sont produits durant l'année 1876 au Canada.

## Événements

### Politique

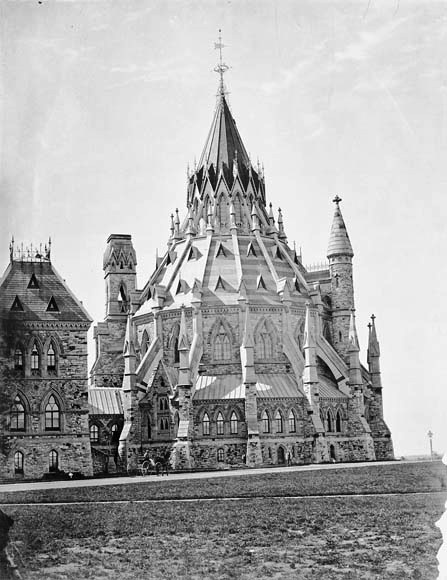
Bibliothèque du parlement

- 1er février : Andrew Charles Elliott devient premier ministre de la Colombie-Britannique à la place de George Anthony Walkem.

- 12 avril : création du District de Keewatin enlevé aux Territoires du Nord-Ouest.

- 1er juin : ouverture du Military College of Canada, qui deviendra plus tard le Collège militaire royal du Canada.

- Août :
  - Louis Henry Davies devient Premier ministre de l'Île-du-Prince-Édouard.
  - Début des signatures du Traité 6 entre la reine et les Cris des bois.

- 25 novembre : création du Conseil du Keewatin
- Inauguration des nouveaux locaux de la Bibliothèque du Parlement située derrière celui-ci.

- Emily Howard Stowe fonde le Women's Literary Club de Toronto, premier groupe de suffragettes du Canada.

### Justice
- Élection partielle dans Charlevoix où le conservateur Hector-Louis Langevin remporte la victoire contre le libéral Pierre-Alexis Tremblay. Ce dernier porte l'affaire devant les tribunaux et cette cause devint celle de l'influence indue du clergé durant les élections. La cause est rejetée en cour supérieure mais est reprise en cour suprême. Celle-ci donne raison à Pierre-Alexis Tremblay. Il perdra tout de même l'élection partielle l'année suivante. C'est de là qui vient l'adage: le ciel est bleu, l'enfer est rouge.
- Loi sur les Indiens.

### Sport

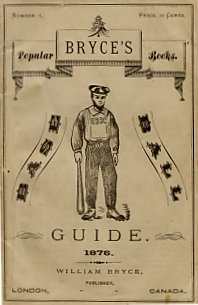
Bryces Base Ball Guide 1876

- Fin de l'équipe d'aviron Paris Crew (en). Ils n'ont connu qu'une seule défaite en 13 ans.
- Publication du Bryce's Base Ball Guide (en) qui est une des premières revues sur le Baseball.
- Fondation du Westmount Rugby Club (en) qui est le plus ancien club de rugby à XV en Amérique du Nord.

### Économie
- 1er juillet : le chemin de fer Intercolonial relie le Canada central aux Provinces maritimes.
- Fondation de la ville minière de Thetford Mines. Développement des mines d'amiante.
- Arrivée de colons islandais sur les bords du lac Winnipeg (Manitoba).

### Science
- Sandford Fleming propose le système des fuseaux horaires.
- Invention du chalumeau par Hiram Lawrence facilitant la cueillette de l'eau d'érable.

### Culture
- Recueil de poèmes Les chants nouveaux de Benjamin Sulte.

### Religion
- À la demande de monseigneur Elzéar-Alexandre Taschereau, Sainte Anne est proclamée patronne de la province de Québec.

## Naissances
- 27 janvier : Frank S. Cahill, homme politique fédéral provenant du Québec.
- 3 avril : Margaret Anglin, comédienne.
- 23 juin : William Melville Martin, premier ministre de la Saskatchewan.
- 6 septembre : John James Richard Macleod, scientifique en médecine et prix Nobel.
- 6 octobre : Ernest Lapointe, politicien.
- 18 novembre : Walter Allward, sculpteur.

## Décès

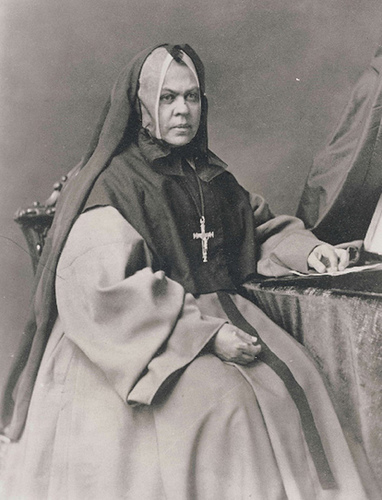
Élisabeth Bruyère

- 5 février : George Ryan, homme politique du Nouveau-Brunswick.
- 5 avril : Élisabeth Bruyère, sœur religieuse et fondatrice des sœurs grises d'Ottawa.
- 2 octobre : Louis-Ovide Brunet, botaniste.
- 6 octobre : John Young, gouverneur général du Canada.
- 13 décembre : René-Édouard Caron, lieutenant-gouverneur du Québec.
- Thomas Louis Connolly, archevêque de Halifax.